# Lake Vistonida
Lake Vistonida är en sjö i Grekland. Den ligger i den nordöstra delen av landet, 400 km norr om huvudstaden Aten.  